# Mycetophylax
Mycetophylax (лат.) — род примитивных муравьёв-грибководов трибы Attini из подсемейства Myrmicinae.

## Описание
Рабочие мономорфные. Лобные валики средних размеров, волоски редкие, тело гладкое. Характерны своим тесным симбиозом с грибами, выращиваемыми в муравейниках. Семьи малочисленные, состоят из одной матки и примерно сотни рабочих. Стебелёк между грудкой и брюшком состоит из двух члеников: петиолюса и постпетиолюса (последний чётко отделён от брюшка), жало развито, куколки голые (без кокона). Гнездо состоит из одной или двух ячеек-камер. В качестве субстрата для грибницы используют остатки трав.
Диплоидный хромосомный набор: 2n = 26 (M. morschi), 2n = 30  (M. conformis, M. morschi), 2n = 36 (M. simplex).

## Распространение
Род характерен исключительно для Нового Света и встречается только на прибрежных песчаных пляжах и отмелях Бразилии.

## Классификация
Род включает 3 валидных вида (ранее выделяли до 20 видов, подвидов и вариететов).
- валидные таксоны[5]
  - Mycetophylax conformis (Mayr, 1884) (=Cyphomyrmex conformis, Myrmicocrypta brittoni Wheeler, 1907)[8]typus
  - Mycetophylax morschi (Emery, 1888) (=Cyphomyrmex morschi)
  - Mycetophylax simplex (Emery, 1888) (=Cyphomyrmex simplex)[9][10]
- другие бывшие виды
  - Mycetophylax bruchi (Santschi, 1916)[11]
    - выделен в род Paramycetophylax Kusnezov, 1956 (Paramycetophylax bruchi)
    - = Mycetophylax cristulatus (Santschi, 1922) (синоним) [12]

  - Mycetophylax emeryi (Forel, 1907)[13]
    - выделен в род Kalathomyrmex Klingenberg, 2009 (Kalathomyrmex emeryi)
    - = Mycetophylax glaber Weber, 1948 (синоним)[14]